# Kuiper-öv
A Kuiper-öv a Neptunusz pályáján kívül található kisbolygóöv, melyet Gerard Kuiper csillagász tiszteletére nevezték el. Az első csillagászok, akik felvetették az öv létezését, Frederick C. Leonard (1930-ban) és Kenneth E. Edgeworth (1943-ban) voltak. A Kuiper-öv a Naptól számított 30-50 csillagászati egység (CSE) között helyezkedik el. Jelenleg kb. 800 objektuma ismert, túlnyomó részüket 1992 után fedezték fel, amikor a számítógépes üstökös-szimulációk alátámasztották egy ilyen öv létezését.
A Kuiper-övben keringő összes égitest számát meg lehet becsülni a távoli csillagok előtt elhaladó, okkultációt (csillagfedést) okozó objektumok számából, de az ezt figyelő Taiwanese-American Occultation Survey (TAOS) 2008 folyamán egyetlen okkultációt sem tudott megfigyelni, azaz itt az eredetileg vártnál kevesebb objektum lehet (évi mintegy 10-4000 fedésre számítottak).
Kuiper-szirtnek nevezik azt a jelenséget, hogy a Naptól 48 CSE távolságban az objektumok száma hirtelen lecsökken. Ezt egy eddig még ismeretlen kisbolygó is okozhatja.
A Kuiper-öv külső szélénél nyújtott ellipszis pályán keringő objektumokat a szórt korongba szokás sorolni.

## Ismertebb objektumai
- Pluto
  - Charon
- Haumea
- Makemake
- Quaoar
- Orcus
- Varda
- Varuna
- Ixion
- Salacia
- Chaos
- Albion
- 2002 MS4

## A legfényesebb Kuiper-objektumok listája
A 4,0 abszolút magnitúdónál fényesebb objektumok:
| Végleges megnevezése | Ideiglenes megnevezése | Abszolút magnitúdó | Albedó        | Egyenlítői átmérő (km) | Fél nagytengely hossza (AU) | Felfedezés dátuma | Felfedező                                                                                   | Átmérő meghatározása    |
| -------------------- | ---------------------- | ------------------ | ------------- | ---------------------- | --------------------------- | ----------------- | ------------------------------------------------------------------------------------------- | ----------------------- |
| (134340) Pluto       |                        | −1,0               | 0,6           | 2320                   | 39,4                        | 1930              | C. Tombaugh                                                                                 | fedés                   |
| (136472) Makemake    | 2005 FY9               | −0,3               | 0,8 ± 0,2     | 1800 ± 200             | 45,7                        | 2005              | M. Brown, C. Trujillo & D. Rabinowitz                                                       | becsült albedó          |
| (136108) Haumea      | 2003 EL61              | 0,1                | 0,6 (becsült) | ~1500 (1               | 43,3                        | 2005              | M. Brown, C. Trujillo & D. Rabinowitz                                                       | becsült albedó          |
| Charon               | S/1978 P1              | 1                  | 0,4           | 1205                   | 39,4                        | 1978              | J. Christy                                                                                  | fedés                   |
| Orcus                | 2004 DW                | 2,3                | 0,1 (becsült) | ~1500                  | 39,4                        | 2004              | M. Brown, C. Trujillo & D. Rabinowitz                                                       | becsült albedó          |
| Quaoar               | 2002 LM60              | 2,6                | 0,10 ± 0,03   | 1260 ± 190             | 43,5                        | 2002              | C. Trujillo & M. Brown                                                                      | felbontott bolygókorong |
| 28978 Ixion          | 2001 KX76              | 3,2                | 0,25 – 0,50   | 400 – 550              | 39,6                        | 2001              | DES                                                                                         | hőkép                   |
| 55636                | 2002 TX300             | 3,3                | > 0,19        | < 709                  | 43,1                        | 2002              | NEAT                                                                                        | hőkép                   |
| 55565                | 2002 AW197             | 3,3                | 0,14 – 0,20   | 650 – 750              | 47,4                        | 2002              | C. Trujillo, M. Brown, E. Helin, S. Pravdo, K. Lawrence & M. Hicks / Palomar Obszervatórium | hőkép                   |
| 55637                | 2002 UX25              | 3,6                | 0,08?         | ~910                   | 42,5                        | 2002              | A. Descour / Spacewatch                                                                     | becsült albedó          |
| 20000 Varuna         | 2000 WR106             | 3,7                | 0,12 – 0,30   | 450 – 750              | 43,0                        | 2000              | R. McMillan                                                                                 | hőkép                   |
|                      | 2002 MS4               | 3,8                | 0,1 (becsült) | 730?                   | 41,8                        | 2002              | C. Trujillo, M. Brown                                                                       | becsült albedó          |
|                      | 2003 AZ84              | 3,9                | 0,1 (becsült) | 700?                   | 39,6                        | 2003              | C. Trujillo, M. Brown, E. Helin, S. Pravdo, K. Lawrence & M. Hicks                          | becsült albedó          |